# Valley Girl (chanson)
Pour les articles homonymes, voir Valley Girl (homonymie).
Singles par Frank Zappa
Goblin Girl
(1981) The Man from Utopia Meets Mary Lou
(1983)
Valley Girl est une chanson enregistrée en 1982 par Frank Zappa avec sa fille Moon Unit Zappa, alors âgée de 14 ans. Extraite de l'album Ship Arriving Too Late to Save a Drowning Witch, elle rencontre un grand succès en 45 tours et devient l'unique single de Zappa à se classer dans le Top 40 aux États-Unis.
Les paroles de la chanson caricaturent le parler caractéristique des valley girls, les jeunes filles de classe moyenne, évaporées et matérialistes, de la vallée de San Fernando, en Californie.